# 細身頦胎䲁
細身頦胎䲁（學名：Cancelloxus burrelli），為輻鰭魚綱䲁形目胎䲁科頦胎䲁屬的一個種，分布於東南大西洋南非橘河至阿爾哥亞灣海域，深度0至20公尺，本魚身體細長，頭部凹陷，吻部尖，下顎的尖端向下傾斜並延伸超過上顎，眼睛上方沒有觸手或乳突，前鼻孔呈管狀，觸鬚為小呈瓣狀，底色是半透明的乳白色，有一條破碎的亮銀白色中部橫向條紋，帶有十一或十二條明顯的、不規則的、銅橄欖色至深棕色鞍狀條紋，其上方邊緣較暗，從眼睛到鰓蓋後緣有一條橄欖色條紋，沿側面可能出現較小的白色和深色斑塊，瞳孔烏黑，虹膜狹窄呈金色，背鰭硬棘38-39枚、背鰭軟條10-14枚、臀鰭硬棘2枚、臀鰭軟條38-43枚，體長可達12公分，棲息在粗沙底質潮間帶，通常將身體埋入沙中，雌魚產附著性卵，雄魚會守護卵，幼魚為浮游性，生活習性不明。